# 吉川理恵子
吉川 理恵子（よしかわ りえこ）は、日本の元女優。
父は元東映のプロデューサー吉川進。その縁から父がプロデュースした東映特撮作品の常連ゲストをメインに活動。また特撮関連のイベントの司会も務めていた。
現在は女優業を引退している。

## 出演作品

### テレビ
- 宇宙刑事ギャバン（22話）
- 宇宙刑事シャリバン（5話）
- 機動刑事ジバン（32話、真珠）※滝川理恵名義
- 特警ウインスペクター（25話、真弓）
- 特救指令ソルブレイン（38話、村山和美）
- 特捜エクシードラフト（21、22話、1×1）
- 特捜ロボジャンパーソン（32話）
- 五星戦隊ダイレンジャー（25話、コピー女帝の人間体）
- ル・マンへ熱き涙を

| スタブアイコン | サブスタブ | この項目は、まだ閲覧者の調べものの参照としては役立たない、俳優（男優・女優）に関連した書きかけの項目です。この項目を加筆・訂正などしてくださる協力者を求めています（P:映画/PJ芸能人）。 |